# إعادة توجيه الفحص
إعادة توجيه الفحص، في الولايات المتحدة، هو استجواب شاهد قدم بالفعل شهادته تحت القسم ردًا على الاستجواب المباشر وكذلكالاستجواب المتبادل من قبل الخصم. عند إعادة التوجيه، سيطرح المحامي الذي يعرض الشاهد أسئلة إضافية تحاول إعادة تأهيل مصداقية الشاهد، أو التخفيف من أوجه القصور التي تم تحديدها واستكشافها من قبل الخصم عند العرض. على سبيل المثال، قد يستخلصالخصم عند استجواب الشهود إقرارًا بأن الشاهد لم يدرك بشكل مباشر كل جزء من الأحداث المعنية؛ سيحاول المؤيد إعادة التوجيه لإثباتأن الشاهد قد أدرك ما يكفي من تلك الأحداث بحيث يمكن لمن يبحث عن الحقيقة أن يستخلص استنتاجات معقولة فيما يتعلق بالفجوات التيأعاق فيها إدراك الشاهد.
يُسمح أحيانًا بـ "إعادة"، ولكن عادةً ما يجب على المحامي المعارض أن يطلب الإذن من القاضي قبل الشروع في جولة الاستجوابالإضافية هذه.

## انظر ايضاً
- الاستجواب
- الولايات المتحدة